# Bantua repentina
Bantua repentina är en kackerlacksart som beskrevs av Rehn, J. A. G. 1933. Bantua repentina ingår i släktet Bantua och familjen jättekackerlackor. Inga underarter finns listade.